# Charles Herbert
Charles Herbert (23 de diciembre de 1948 – 31 de octubre de 2015) fue un actor infantil de nacionalidad estadounidense, activo en los años 1950 y 1960. Antes de su adolescencia, Herbert fue conocido por su ingenio y su estilo maduro y melancólico, que le capacitaron para actuar con algunas de las grandes figuras de la industria, además de por su participación en varias películas de ciencia ficción y horror que le valieron la fama. A lo largo de seis años, actuó en un total de veinte producciones de Hollywood.
Herbert apoyó económicamente a su familia desde los cinco años de edad, y pasó de ser uno de los más solicitados y mejor pagados actores infantiles de su época a ser uno más de los descartados por Hollywood tras alcanzar la madurez.

## Biografía

### Inicios
Su nombre completo era Charles Herbert Saperstein, y nació en Culver City, California, siendo sus padres Pearl Diamond y Louis Saperstein. Según el propio Herbert su carrera comenzó tras ser descubierto por un agente cuando viajaba en autobús.
De ojos azules y pecoso, Herbert inició su carrera de actor a los cuatro años de edad cuando intervino en la serie televisiva Half Pint Panel (1952). The Long, Long Trailer (1954) sería su primera película, justo después de participar en la producción teatral On Borrowed Time, representada en el Rancho Theatre. Sin embargo, a pesar de superar una prueba junto a otros 40 muchachos y ser elegido para un papel, finalmente fue cortado de la cinta.
Este período es recordado por una celebrada actuación a los 8 años de edad, encarnando a un niño ciego en un episodio de Science Fiction Theater (1956). Emitido el 22 de diciembre de 1956, "The Miracle Hour" fue interpretado por Herbert acompañando a Dick Foran y Jean Byron. Cinco años más tarde fue el hijo de un ciego, Rod Steiger, en un episodio de la serie de NBC Wagon Train.

### Carrera
Posteriormente trabajó en películas de fama y de culto, entre ellas The View from Pompey's Head (1955), The Night Holds Terror (1956), These Wilder Years (1956, con James Cagney y Barbara Stanwyck), Duelo de titanes (1957), The Colossus of New York (1958), The Fly (1958), Houseboat (1958), The Man in the Net (1959, con Alan Ladd), The Five Pennies, Please Don't Eat the Daisies (1960), y Los trece fantasmas (1960), cinta en la cual el productor y director William Castle dio al actor, entonces con 12 años de edad, el primer lugar en el reparto.
El último largometraje de Herbert, y en el cual era protagonista, fue The Boy and the Pirates (1960), producido y dirigido por Bert I. Gordon, y en el cual era coprotagonista la hija del director, Susan Gordon. Herbert y Susan Gordon habían trabajado juntos antes en The Man in the Net (1959), The Five Pennies (1959), y en un episodio piloto televisivo, The Secret Life of John Monroe. El piloto, que no se vendió como serie, fue emitido con el título "Christabel" dentro de la serie Alcoa/Goodyear Playhouse el 8 de junio de 1959.
En la cima de su trayectoria, completó varios proyectos todos los años, llegando a ser uno de los actores infantiles mejores pagados de su época, con 1.650 dólares semanales. En su trabajo tuvo la oportunidad de actuar con actores como Cary Grant, Sophia Loren, David Niven, Vincent Price, Johnny Carson, Donna Reed, Doris Day y Ross Martin, a todos los cuales reconocía su cordial trato con él.
En la década de 1960 desaparecieron sus papeles como protagonista cinematográfico, y Herbert hubo de trabajar como actor televisivo. Ya adolescente, se vio obligado a subsistir con actuaciones episódicas en series como Wagon Train (1957), Rawhide (1959), The Twilight Zone (1962), El fugitivo (1963), Hazel (1963), Mis adorables sobrinos (1966), y My Three Sons (1966).
A lo largo de sus catorce años de carrera, Herbert participó en 20 largometrajes y en más de 50 shows televisivos, además de actuar en diferentes anuncios comerciales.

### Vida personal
Debido a que sus ingresos como menor de edad eran gestionados por otras personas, la única suma de la que disponía cuando cumplió los 21 años eran 1.700 dólares.
Describía su educación como inexistente. Herbert estudió en escuelas públicas (Melrose, Bancroft Middle School, Fairfax High School) en vez de asistir a escuelas privadas pensadas para las necesidades especiales de los actores infantiles.
Incapaz de superar la transición a los papeles adultos, la vida personal de Herbert fue también cuesta abajo. Sin educación formal o entrenamiento para hacer cualquier otra cosa, y sin ahorros llevó una vida desordenada que le llevó a las drogas.
Sin familia propia, a Herbert le costó casi cuarenta años cambiar su vida. Limpio y sobrio desde agosto de 2004, sus películas—entonces al alcance de las nuevas generaciones gracias al DVD y a la televisión por cable—y sus actuaciones en festivales de ciencia ficción y en convenciones le mantuvieron económicamente.
Agradeció enormemente el trabajo de la organización de Paul Petersen, A Minor Consideration, ayudando financiera y emocionalmente a los actores infantiles. Herbert y Petersen interpretaron a dos hermanos en la película Houseboat (1958), que protagonizaban Cary Grant y Sophia Loren. Además, Herbert fue actor invitado en cuatro ocasiones como David Barker, entre 1958 y 1960, en la serie de Petersen para la American Broadcasting Company The Donna Reed Show.
Charles Herbert falleció en Las Vegas, Nevada, el 31 de octubre de 2015, a causa de un infarto agudo de miocardio.

## Selección de su filmografía
- 1954 : The Long, Long Trailer
- 1955 : The Night Holds Terror
- 1955 : The View from Pompey's Head
- 1955 : Screen Directors Playhouse (serie TV), episodio "Tom and Jerry"
- 1956 : Ransom!
- 1956 : He laughed last
- 1956 : These Wilder Years
- 1956 : Science Fiction Theatre (serie TV), episodio "The Miracle Hour"
- 1957 : Alfred Hitchcock presenta (serie TV), episodio "The Night the World Ended"
- 1957 : The Tattered Dress
- 1957 : Duelo de titanes
- 1957 : The Monster That Challenged the World
- 1957 : No Down Payment
- 1958 : The Colossus of New York
- 1958 : The Fly
- 1958 : The Reluctant Debutante
- 1958 : Houseboat
- 1958-1960 : The Donna Reed Show (serie TV), 4 episodios
- 1959 : The Man in the Net
- 1959 : The Five Pennies
- 1959 : The Last Angry Man
- 1959 : Riverboat (serie TV), episodio "Witness No Evil"
- 1959-1960 : Men into Space (serie TV), 7 episodios
- 1960 : The Ann Sothern Show (serie TV), episodio "Slightly Married"
- 1960 : Please Don't Eat the Daisies
- 1960 : The Boy and the Pirates
- 1960 : Los trece fantasmas
- 1961 : 77 Sunset Strip (serie TV), episodio "The Lady Has the Answers"
- 1961 : Wagon Train (serie TV), episodio "The Saul Bevins Story"
- 1961 : The 7th Commandment
- 1962 : The Twilight Zone, episodio "I Sing the Body Electric"
- 1962 : The Eleventh Hour (serie TV), episodio "The Seventh Day of Creation"
- 1963 : El fugitivo (serie TV), episodio "Nightmare at Northoak"
- 1963 : Hazel (serie TV), episodio "Hazel's Nest Egg"
- 1964 : The Farmer's Daughter (serie TV), 2 episodios
- 1964 : The Outer Limits (serie TV), episodio "The Inheritors"
- 1968 : Mis adorables sobrinos (serie TV), episodio "The New Cissy"
- 1968 : Julia (serie TV), episodio "Who's a Freud of Ginger Wolfe?"